# Acartauchenius asiaticus
Espèce
Synonymes
- Trachelocamptus asiaticus Tanasevitch, 1989

Acartauchenius asiaticus est une espèce d'araignées aranéomorphes de la famille des Linyphiidae.

## Distribution
Cette espèce est endémique du Turkménistan.

## Publication originale
- Tanasevitch, 1989 : The linyphiid spiders of Middle Asia (Arachnida: Araneae: Linyphiidae). Senckenbergische Naturforschende Gesellschaft, vol. 69, p. 83-176.